# Richard Gant
Richard Edward Gant (n. el 10 de marzo de 1944, San Francisco, California) es un actor de cine y televisión estadounidense. Sus créditos incluyen las películas Rocky V (como el personaje tipo Don King George Washington Duke), Deadwood, Babylon 5, Special Unit 2, NYPD Blue, Living Single y Charmed. También tuvo un rol recurrente como el rector de la escuela primaria en Smallville. También tuvo un rol secundario como el General Tony en Doom Patrol

## Carrera
Gant también participó en la comedia de 2007, Daddy Day Camp, como el coronel Buck Hinton. El 6 de febrero de 2007, Gant se unió al reparto de la teleserie dramática General Hospital de ABC en el papel del dr. Russell Ford. Desde 2009 ha estado participando en Men of a Certain Age. No se le debe confundir con el actor británico, Richard E. Grant.

## Otros logros
Gant fue anteriormente el jefe de campaña de las elecciones federales de Nigeria. Ha sido honrado por sus logros recibiendo las llaves de la ciudad de Oakland, California, por parte del alcalde Jerry Brown.